# Rupnagar (site archéologique)
Rupnagar ou Ropar (pendjabi : ਰੂਪਨਗਰ hindi : रूपनगर) est un site archéologique situé dans la ville éponyme au Pendjab en Inde. Ropar est un des sites majeurs de la Civilisation de l'Indus (ou civilisation harappéenne). Il se trouve sur un tertre très ancien à la limite de la chaîne du Siwalik sur la rive gauche de la rivière Sutlej au point où celui-ci pénètre dans les plaines. Les recherches ont révélé une séquence de six périodes culturelles qui s'étendent de la civilisation harappéenne jusqu'à nos jours. Les fouilles ont été menées par Y.D. Sharma de l'Archaeological Survey of India. Un musée sur place présente certains des objets découverts.